# Cirrhilabrus rhomboidalis
Cirrhilabrus rhomboidalis е вид лъчеперка от семейство Labridae.

## Разпространение
Видът е разпространен в Маршалови острови и Микронезия.